# Estación Aeropuerto (Metro de Recife)
La Estación Aeropuerto es una de las estaciones del Metro de Recife, situada en Recife, entre la Estación Tancredo Neves y la Estación Porta Larga. La estación está localizada próxima al Aeropuerto Internacional de Recife que da el nombre a la estación.
Fue inaugurada en 2009 y atiende a habitantes y trabajadores de la región oeste del barrio de Boa Viagem, además de la demanda del Aeropuerto.

## Ubicación
La estación está localizada a unos 500 metros de la terminal de desembarque de pasajeros del Aeropuerto Internacional de Recife. Aunque la distancia sea pequeña, la travesía es peligrosa pues es necesario atravesar la transitada avenida Marechal Mascarenhas de Morais que cuenta con ocho carriles para vehículos. 
Para solucionar el problema, se construyó una moderna pasarela cubierta que une la entrada del aeropuerto directamente a la estación de metro sin necesidad de salir a la calle.

## Características
Se trata de una estación elevada, con plataforma central no revestida permitiendo una mejor entrada natural de aire y luz.

## Tabla
| Estación       | Inauguración            | Integración                 | Plataformas | Posición | Notas                                      |
| -------------- | ----------------------- | --------------------------- | ----------- | -------- | ------------------------------------------ |
| Tancredo Neves | 17 de noviembre de 2008 | R$ 1,60 / R$ 2,15 / R$ 3,25 | Central     | Elevada  | Estación con estructura de hormigón armado |